# Эдмундссон, Андриас
А́ндриас Э́дмундссон (фар. Andrias Edmundsson; род. 18 декабря 2000 года в Тофтире, Фарерские острова) — фарерский футболист, защитник испанского клуба «Агилас» и национальной сборной Фарерских островов.

## Клубная карьера
Андриас является воспитанником футбольной школы «Б68» из родного Тофтира, в которой он занимался с 6-летнего возраста. Он дебютировал за тофтирцев 2 апреля 2017 года в матче Кубка Фарерских островов против клуба премьер-лиги «Вуйчингур»: защитник целиком отыграл эту встречу, обернувшуюся разгромом для его команды. После этого Андриас сыграл 9 игр за «Б68» в первом дивизионе, а летом перебрался в «Сандерленд». Он провёл 3 сезона в английском клубе, однако не сыграл ни одной игры за его первую команду. 
29 июля 2020 года Андриас стал игроком испанского «Агилас». В своём первом сезоне за новую команду он отыграл 17 встреч в Терсере. В следующем году защитник провёл 4 игры в Сегунде B, а также кубковую встречу с «Альмерией». Начало сезона 2022/23 Андриас пропустил из-за травмы.

## Международная карьера
Андриас начал международную карьеру в составе юношеской сборной Фарерских островов (до 17 лет). Он дебютировал за неё 15 марта 2017 года в матче со сверстниками из Ирландии. Спустя 2 месяца Андриас принял участие на первом в истории юношеской фарерской сборной Чемпионате Европы по футболу, проходившем в Хорватии. Он с первых минут начал первую игру турнира с юношеской сборной Шотландии, а также целиком отыграл два других матча группового этапа. По его итогам фарерская команда покинула турнир. Всего за юношескую сборную до 17 лет Андриас сыграл в 6 встречах.
В 2017—2019 годах Андриас выступал за юношескую сборную Фарерских островов до 19 лет, суммарно отыграв за неё 11 игр. С 2019 года он является членом молодёжной сборной Фарерских островов и имеет в своём активе 6 матчей за неё. 1 ноября 2022 года защитник впервые получил приглашение в национальную сборную Фарерских островов. Его дебют за взрослую сборную состоялся 19 ноября 2022 года в товарищеском матче против национальной команды Косово

## Личная жизнь
Старшие братья Андриаса, Йоуан и Хоакун, тоже являются футболистами. Йоуан играет в нападении: он построил карьеру в европейских клубах и провёл свыше 70 матчей за национальную сборную. Хоакун — опорный полузащитник, который пробовал себя в Дании, однако в итоге вернулся на Фарерские острова, где и проводит дальнейшую карьеру.